# Jazz-Iz-Christ
Jazz-Iz-Christ é o primeiro álbum de estúdio do grupo Jazz-Iz Christ, um projeto paralelo do cantor Armeno-Americano Serj Tankian. O álbum foi lançado em 23 de julho de 2013 pela Serjical Strike Records.
O disco tem a participação essencial do pianista Tigran Hamasyan, do flautista Valeri Tolstov, e do trompetista Tom Duprey. Também tem performances de Stewart Copeland, Davis Alpay e Vincent Pedulla. 
Apenas 4 das 15 faixas tem Serj nos vocais.

## Faixas
| N.º            | Título | Duração |  |
| 1.             | "Fish Don't Scream" (participação de Tigran Hamasyan, Tom Duprey, Valeri Tolstov & Troy Zeigler)                                                               | 3:37    |  |
| 2.             | "End of Time" (participação de Troy Zeigler, Tom Duprey & Valeri Tolstov)                                                                                      | 3:55    |  |
| 3.             | "Honeycharmed" (participação de Troy Zeigler, Tom Duprey & Valeri Tolstov)                                                                                     | 4:20    |  |
| 4.             | "Arpeggio Bust" (participação de Troy Zeigler, Tom Duprey & Valeri Tolstov)                                                                                    | 4:02    |  |
| 5.             | "Yerevan to Paris" (participação de Tigran Hamasyan, Tom Duprey, Valeri Tolstov & Troy Zeigler)                                                                | 4:01    |  |
| 6.             | "Scotch in China" (participação de Troy Zeigler, Tom Duprey & Valeri Tolstov)                                                                                  | 2:46    |  |
| 7.             | "Distant Thing" (participação de Tigran Hamasyan, Tom Duprey, Valeri Tolstov, Vincent Pedulla, Robert Simring, Jeff Muzzerole, David Finch & Stewart Copeland) | 3:43    |  |
| 8.             | "Song of Sand" (participação de Tom Duprey, James Merenda, David Alpay & Vincent Pedulla)                                                                      | 3:04    |  |
| 9.             | "Garuna" (participação de Tigran Hamasyan) | 4:45    |  |
| 10.            | "Balcony Chats" (participação de Valeri Tolstov) | 4:07    |  |
| 11.            | "Jinn" (participação de Troy Zeigler, Tom Duprey, Valeri Tolstov & Stepan Haytayan)                                                                            | 2:52    |  |
| 12.            | "Waitomo Caves" (participação de Tigran Hamasyan, Tom Duprey & Valeri Tolstov)                                                                                 | 2:56    |  |
| 13.            | "Through Nights and Hopes" (participação de Tigran Hamasyan, Tom Duprey, Valeri Tolstov & Mario Caspar)                                                        | 5:29    |  |
| 14.            | "Papa Blue" (participação de Troy Zeigler, Tom Duprey, Valeri Tolstov & Jon Del Sesto)                                                                         | 3:24    |  |
| 15.            | "Miso Soup" (participação de Mario Pagliarulo, Dan Monti, Troy Zeigler, Larry LaLonde, Tom Duprey & Valeri Tolstov)                                            | 3:31    |  |
| Duração total: | Duração total: | 56:32   |  |